# Hintonia octomera
Hintonia octomera är en måreväxtart som först beskrevs av William Botting Hemsley, och fick sitt nu gällande namn av Arthur Allman Bullock. Hintonia octomera ingår i släktet Hintonia och familjen måreväxter. Inga underarter finns listade i Catalogue of Life.